# Heteropsyllus nunni
Heteropsyllus nunni är en kräftdjursart som beskrevs av Coull 1975. Heteropsyllus nunni ingår i släktet Heteropsyllus och familjen Canthocamptidae. Inga underarter finns listade i Catalogue of Life.